# Никольский (Борисовский район)
Никольский — хутор в Борисовском районе Белгородской области. Входит в состав Хотмыжского сельского поселения.

## География
Хутор расположен недалеко от районного центра — Борисовки.
Часовой пояс
Хутор Никольский как и вся Белгородская область, находится в часовой зоне МСК (московское время). Смещение применяемого времени относительно UTC составляет +3:00.

## Население
| 2002 | 2010 |
| ---- | ---- |
| 105  | ↘53  |